# Tubal-Caïn
Pour les articles homonymes, voir Tubal et Cain (homonymie).

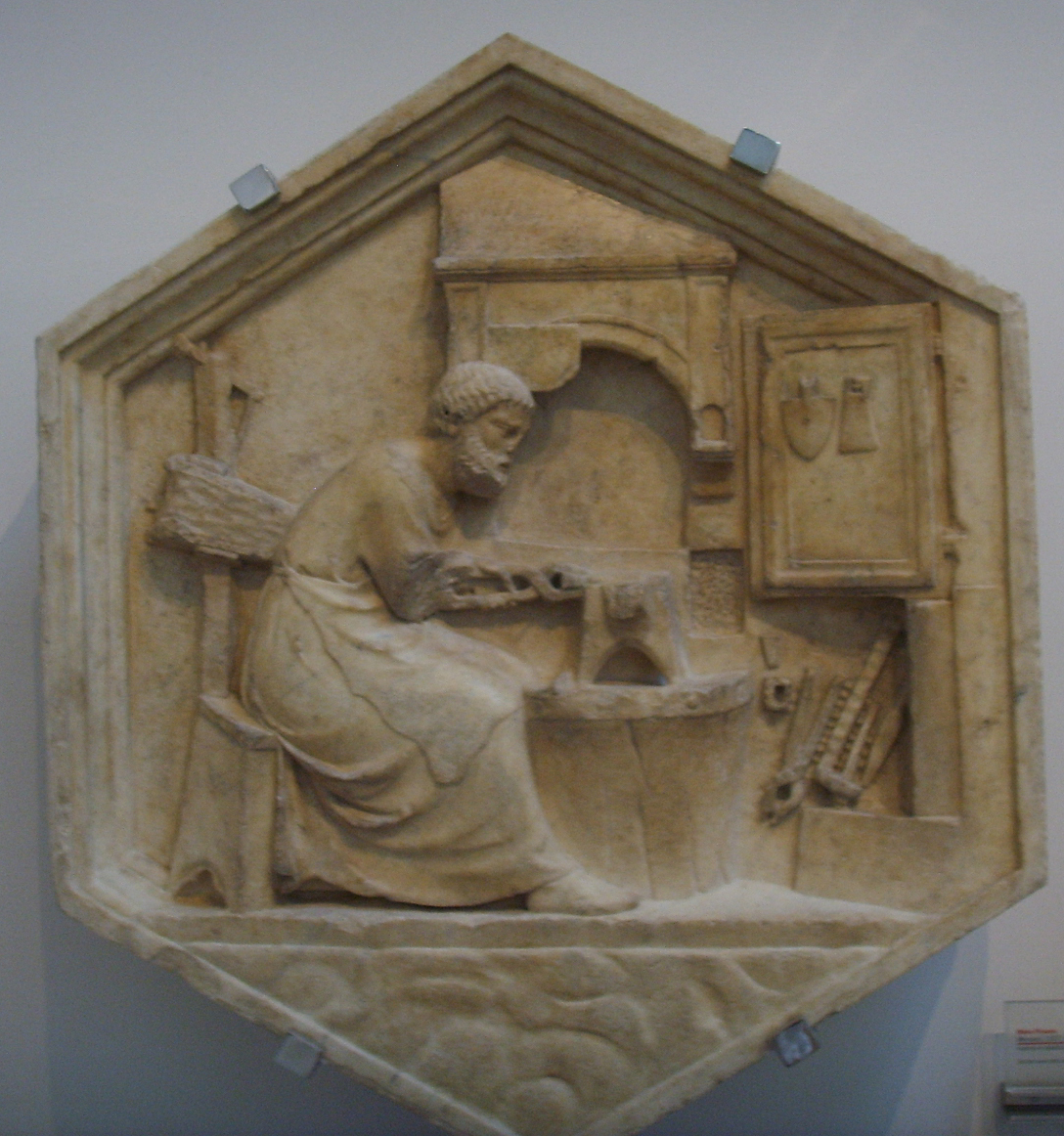
Tubal Caïn devant sa forge. Andrea Pisano (1334-1336).

Tubal-Caïn (aussi Toubal-Caïn, en hébreu תובל קין) est un personnage biblique, mentionné dans la Genèse (4:22). 

## Biographie
Fils de Lamech et de Tsillah, descendant de Caïn, Tubal-Caïn passe pour avoir inventé l'art de travailler le fer et l'airain.
Au chapitre 4 verset 22 du livre de la Genèse, il est indiqué que Cilla enfanta Tubal-Caïn : il fut l'ancêtre de tous les forgerons en cuivre et en fer.
Dans certaines versions d'une légende médiévale, il a été tué par son père Lamech après avoir provoqué la mort accidentelle de leur aïeul Caïn.
Il est parfois rapproché du dieu Héphaïstos ou Vulcain. On lui attribue l'invention de l'alchimie.   
Dans les représentations médiévales des arts libéraux, il est parfois l'homme associé à la musique en lieu et place de son demi-frère Jubal, et, peut-être, par confusion avec celui-ci.

## Mythologie juive
Dans la mythologie juive, Tubal-Caïn a une relation incestueuse avec sa sœur Nahama. Cette union engendre le démon Asmodée
.

## Franc-maçonnerie

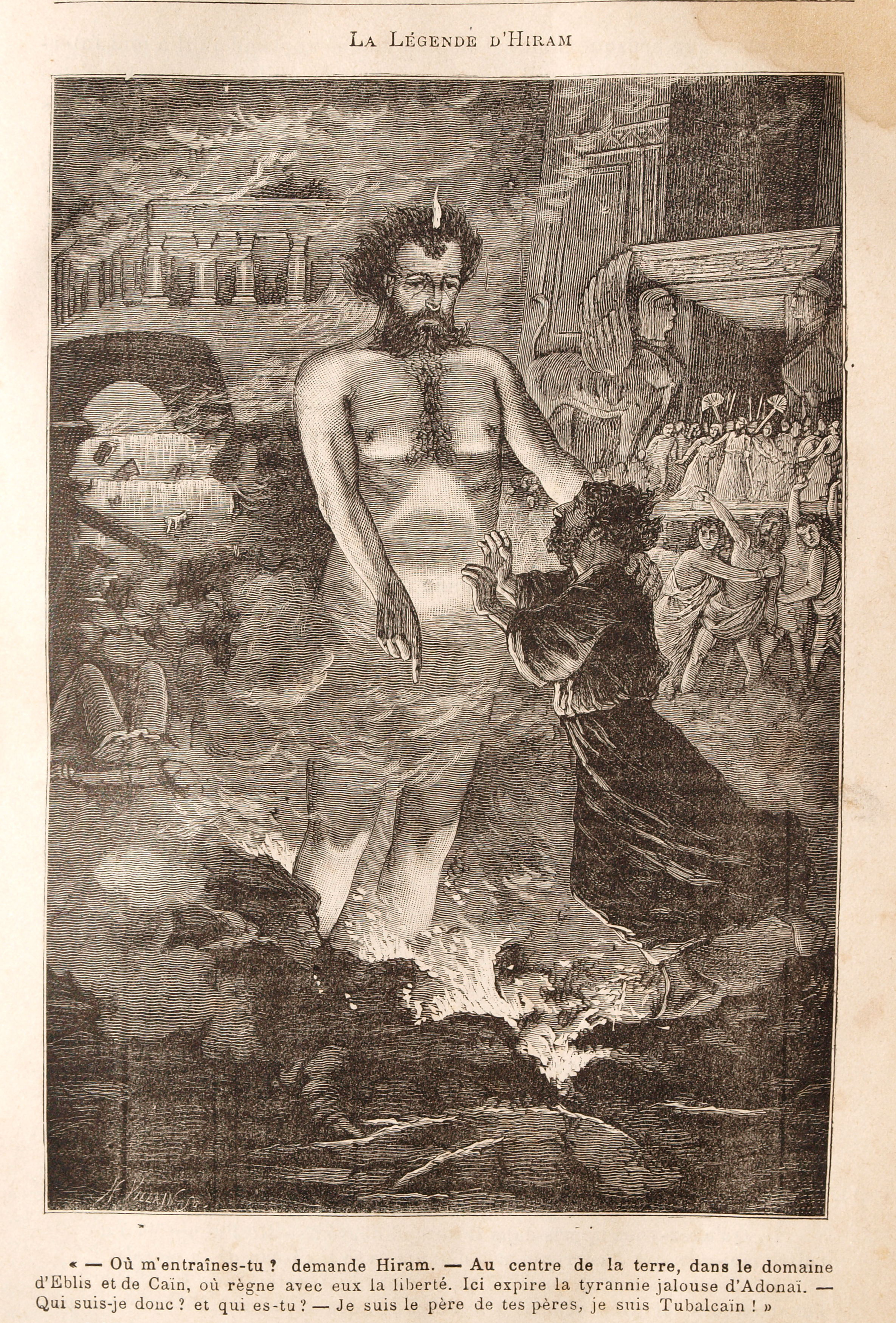
Tubal-Caïn dans Les mystères de la Franc-maçonnerie, l'un des ouvrages antimaçonniques de Léo Taxil (1896), dessin de Pierre Méjanel.

Selon certaines personnes dans les légendes de la franc-maçonnerie Tubal-Caïn est le premier forgeron. Son nom est utilisé pour certains rituels, notamment dans l’exaltation au grade de Maître 

## Représentations
La fresque découverte par Prosper Mérimée et l'architecte Aymon Mallay en septembre 1850, dans la cathédrale Notre-Dame (Puy-en-Velay), représente Tubal-Caïn aux côtés de la figure allégorique de la Musique. 
Dans les décorations murales des[réf. nécessaire] bibliothèques médiévales, il est souvent[réf. nécessaire] présenté aux pieds de la personnification de la Musique, les deux mains occupées de marteaux.